# Plasmaveraschung
Plasmaveraschung (auch Kalt-Plasma-Veraschung) bezeichnet in der Halbleitertechnik einen Prozess zur Entfernung von organischen Schichten und Verunreinigungen durch die chemische Reaktion mit einem Plasma aus reaktiven Materialien, wie Sauerstoff oder Fluor. Das Verfahren wird beispielsweise eingesetzt, um Fotolackmasken zu entfernen, beispielsweise nach einem Ätzschritt, wenn die Fotolackmaske ihren Zweck erfüllt hat, oder um fehlbelichtete Fotolackmasken vor einer erneuten Belichtung zu entfernen, vgl. Fotolithografie (Halbleitertechnik). Das Verfahren wird aber auch zur Reinigung von Proben/Wafern oder für Spurenanalysen von Metallen in organischem (biologischem) Material eingesetzt.
Bei der Plasmaveraschung wird der belackte Wafer in eine Vakuumanlage (den sogenannten Plasmaverascher) mit einem Plasma aus angeregten einatomigen Stoffen, wie Sauerstoff oder Fluor, eingebracht. Auf diese Weise reagieren die angeregten Teilchen im Plasma bei relativ niedriger Temperatur mit den organischen Verbindungen auf dem Wafer, die im Fall eines Sauerstoffplasmas auf diese Weise oxidiert werden. Dabei entstehen leicht flüchtige Reaktionsprodukte wie Kohlendioxid.